# Tour du Rwanda
Il Tour du Rwanda (it. Giro del Ruanda) è una corsa a tappe maschile di ciclismo su strada che si svolge ogni anno in Ruanda. Nata nel 1988 come corsa regionale di livello amatoriale, solo nel 2009 è entrata a far parte dell'UCI Africa Tour come gara di classe 2.2, cominciando ad acquisire notorietà in ambito internazionale. Nel 2019 è salita al livello 2.1, aprendosi alle formazioni World Tour. La prima formazione World Tour a partecipare alla corsa fu l'Astana.

## Albo d'oro
Aggiornato all'edizione 2025.
| Anno      | Vincitore               | Secondo               | Terzo                       |
| --------- | ----------------------- | --------------------- | --------------------------- |
| 1988      | Célestin N'Dengeyingoma |                       |                             |
| 1989      | Omar Masumbuko          |                       |                             |
| 1990      | Faustin M'Parabanyi     |                       |                             |
| 1991-2000 | non disputato           | non disputato         | non disputato               |
| 2001      | Bernard N'Sengiyumva    |                       |                             |
| 2002      | Abraham Ruhumuriza      |                       |                             |
| 2003      | Abraham Ruhumuriza      |                       |                             |
| 2004      | Abraham Ruhumuriza      |                       |                             |
| 2005      | Abraham Ruhumuriza      |                       |                             |
| 2006      | Peter Kamau             |                       |                             |
| 2007      | Abraham Ruhumuriza      |                       |                             |
| 2008      | Adrien Niyonshuti       |                       |                             |
| 2009      | Adil Jelloul            | Abdelati Saadoune     | Adrien Niyonshuti           |
| 2010      | Daniel Teklehaimanot    | Natnael Berhane       | Reinardt Janse van Rensburg |
| 2011      | Kiel Reijnen            | Joey Rosskopf         | Dylan Girdlestone           |
| 2012      | Darren Lill             | Dylan Girdlestone     | John Njoroge                |
| 2013      | Dylan Girdlestone       | Louis Meintjes        | Metkel Eyob                 |
| 2014      | Valens Ndayisenga       | Jean Bosco Nsengimana | Aron Debretsion             |
| 2015      | Jean Bosco Nsengimana   | Joseph Areruya        | Camera Hakuzimana           |
| 2016      | Valens Ndayisenga       | Metkel Eyob           | Tesfom Okbamariam           |
| 2017      | Joseph Areruya          | Metkel Eyob           | Suleiman Kangangi           |
| 2018      | Samuel Mugisha          | Jean-Claude Uwizeye   | Mulu Hailemichael           |
| 2019      | Merhawi Kudus           | Rein Taaramäe         | Matteo Badilatti            |
| 2020      | Natnael Tesfatsion      | Moise Mugisha         | non assegnato               |
| 2021      | Cristián Rodríguez      | James Piccoli         | Alex Hoehn                  |
| 2022      | Natnael Tesfatsion      | Anatolij Budjak       | Jesse Ewart                 |
| 2023      | Henok Mulubrhan         | Walter Calzoni        | William Junior Lecerf       |
| 2024      | Joseph Blackmore        | Ilkhan Dostiyev       | Jhonatan Restrepo           |
| 2025      | Fabien Doubey           | Henok Mulubrhan       | Oliver Mattheis             |